# Herrarnas värja vid olympiska sommarspelen 1984
Herrarnas värja-tävling i de olympiska fäktningstävlingarna 1984 i Los Angeles avgjordes den 7-8 augusti 1984.

## Medaljörer
| Event         | Guld                  | Silver             | Brons                 |
| Värja, herrar | Philippe Boisse (FRA) | Björne Väggö (SWE) | Philippe Riboud (FRA) |

## Resultat
| Placering | Fäktare                | Land                     |
| --------- | ---------------------- | ------------------------ |
| 1         | Philippe Boisse        | Frankrike                |
| 2         | Björne Väggö           | Sverige                  |
| 3         | Philippe Riboud        | Frankrike                |
| 4         | Stefano Bellone        | Italien                  |
| 5         | Michel Poffet          | Schweiz                  |
| 6         | Elmar Borrmann         | Västtyskland             |
| 7         | Alexander Pusch        | Västtyskland             |
| 8         | Volker Fischer         | Västtyskland             |
| 9         | Angelo Mazzoni         | Italien                  |
| 10        | Michel Dessureault     | Kanada                   |
| 11        | Nils Koppang           | Norge                    |
| 12        | Daniel Giger           | Schweiz                  |
| 13        | Olivier Lenglet        | Frankrike                |
| 14        | Sandro Cuomo           | Italien                  |
| 15        | Martin Brill           | Nya Zeeland              |
| 16        | Bård Vonen             | Norge                    |
| 17        | Stephen Trevor         | USA                      |
| 18        | Robert Marx            | USA                      |
| 19        | Daniel Perreault       | Kanada                   |
| 20        | Steven Paul            | Storbritannien           |
| 21        | Jerri Bergström        | Sverige                  |
| 22        | John Llewellyn         | Storbritannien           |
| 23        | Cui Yining             | Kina                     |
| 24        | Ihab Aly               | Egypten                  |
| 25        | Zhao Zhizhong          | Kina                     |
| 26        | Arno Strohmeyer        | Österrike                |
| 27        | Kim Seong-Mun          | Sydkorea                 |
| 28        | Khaled Soliman         | Egypten                  |
| 29        | Ángel Fernández        | Spanien                  |
| 30        | Zong Xiangqing         | Kina                     |
| 31        | Jean-Marc Chouinard    | Kanada                   |
| 32        | Ali Murat Dizioğlu     | Turkiet                  |
| 33        | Yun Nam-Jin            | Sydkorea                 |
| 34        | Lee Il-Hui             | Sydkorea                 |
| 35        | Hannes Lembacher       | Österrike                |
| 36        | Stéphane Ganeff        | Belgien                  |
| 37        | Tsai Shing-Hsiang      | Kinesiska Taipei         |
| 38        | Lee Shelley            | USA                      |
| 39        | José Rafael Magallanes | Venezuela                |
| 40        | Gabriel Nigon          | Schweiz                  |
| 41        | Mohamed Al-Thuwani     | Kuwait                   |
| 42        | Thierry Soumagne       | Belgien                  |
| 43T       | Kazem Hasan            | Kuwait                   |
| 43T       | Greger Forslöw         | Sverige                  |
| 45        | Abdel Monem Salem      | Egypten                  |
| 46        | Sergio Luchetti        | Argentina                |
| 47        | Stefan Joos            | Belgien                  |
| 48        | Gilberto Peña          | Puerto Rico              |
| 49        | Denis Cunningham       | Hongkong                 |
| 50        | David Cocker           | Nya Zeeland              |
| 51        | Marcelo Magnasco       | Argentina                |
| 52        | Jamil Mohamed Bubashit | Saudiarabien             |
| 53        | Liu Chi On             | Hongkong                 |
| 54        | Osama Al-Khurafi       | Kuwait                   |
| 55        | John Hugo Pedersen     | Norge                    |
| 56        | Mohamed Ahmed Abu Ali  | Saudiarabien             |
| 57        | Lee Tai-Chung          | Kinesiska Taipei         |
| 58T       | Csaba Gaspar           | Argentina                |
| 58T       | Rashid Fahd Al-Rasheed | Saudiarabien             |
| 58T       | Saul Mendoza           | Bolivia                  |
| 61T       | Jonathan Stanbury      | Storbritannien           |
| 61T       | James Kerr             | Amerikanska Jungfruöarna |
| 63        | Lam Tak Chuen          | Hongkong                 |